# Глинянка (Житомирская область)
Глинянка (укр. Глинянка) (до 19.05.2016 — Пятиричка) – село на Украине, находится в Барановском районе Житомирской области.
Код КОАТУУ — 1820681804. Население по переписи 2001 года составляет 212 человек. Почтовый индекс — 12736. Телефонный код — 4144. Занимает площадь 6 км².

## Адрес местного совета
12736, Житомирская область, Барановский р-н, с.Дубровка